# Osmoxylon striatifructum
Osmoxylon striatifructum är en araliaväxtart som beskrevs av Barry John Conn och David Frodin. Osmoxylon striatifructum ingår i släktet Osmoxylon och familjen Araliaceae. Inga underarter finns listade.